# Reliquiario delle Sante Spine
Il reliquiario delle Sante Spine è un reliquiario in argento dorato (56x10x10 cm) della bottega dei Delle Croci, databile all'inizio del XVI secolo e conservato nel Duomo vecchio di Brescia come parte del tesoro delle Sante Croci.

## Storia
Il reliquiario viene commissionato agli inizi del Cinquecento dalle monache del monastero di Santa Giulia a Brescia per custodire due spine ritenute provenienti dalla corona di spine di Gesù. L'opera rimane nel tesoro del monastero fino alla sua soppressione, avvenuta nel 1797 per mano della Repubblica Bresciana.
Sottratto alle monache, il reliquiario viene trasferito, assieme alla Croce di San Faustino di pari provenienza e commissione, nel tesoro delle Sante Croci in Duomo vecchio, aggiungendosi ai pezzi tradizionali. Mentre la croce viene ceduta alla chiesa dei Santi Faustino e Giovita nel 1828, il reliquiario resta in Duomo e il suo contenuto viene arricchito: il vescovo Girolamo Verzeri, durante il suo episcopato, dona e fa aggiungere nella teca una terza spina, mentre Giacinto Gaggia, nel 1933, inserisce una piccola croce in cristallo contenente un supposto frammento della Vera Croce.
Il reliquiario si trova tuttora in Duomo vecchio e viene esposto assieme al resto del tesoro il 14 settembre di ogni anno.

## Descrizione
Il reliquiario è di tipo architettonico e appoggia su una base gradinata esalobata mistilinea, divisa da nervature che inquadrano sei facce alternatamente argentee e dorate con decori vegetali a candelabra. Sulle facce d'argento si trovano tre tondi lavorati a niello, molto rovinati, raffiguranti san Benedetto, santa Giulia con accanto una monaca in venerazione del crocifisso e uno stemma nobiliare abraso. I soggetti confermano la provenienza del reliquiario, cioè il monastero benedettino femminile di Santa Giulia. Il nodo è a tempietto gotico esagonale con bifore cuspidate su sfondi smaltati alternatamente in rosso e blu, sovrastate da cuspidi e divise da contrafforti.
Il sottocoppa è a vaso, mentre la teca è ripartita in quattro settori da lesene a candelabra costituite da racemi con testa di cherubino in sommità. La trabeazione, liscia, è coronata da una ghiera con motivi a giglio. Il cupolino è decorato da squame argentate ed è completato in sommità da un tiburio ottagonale con otto bifore su colonne tortili intervallate da contrafforti con grifoni. Dalle bifore, con sfondo alternatamente smaltato rosso e blu, si affacciano le figurine della Madonna col Bambino, un santo papa, santa Caterina d'Alessandria, Cristo in pietà e san Girolamo nel deserto, di cui le ultime tre sono replicate due volte. Raccordata al secondo cupolino da foglie d'acanto, si eleva un'alta guglia conica con crocetta a coronamento.
All'interno della teca, su un supporto a fiore con sei petali, sono inserite le tre spine, mentre al centro, in una croce di cristallo di rocca con profilo a filigrana d'oro, è custodita la reliquia della Santa Croce.

## Stile
Valentini, nel 1882, compie una prima analisi critica del manufatto, che attribuisce a Bernardino delle Croci per affinità stilistiche con il reliquiario della Santa Croce nel tesoro del Duomo. Nel 1939, in un nuovo studio, Antonio Morassi lo definisce un "bel lavoro d'oreficeria bresciana della seconda metà del Quattrocento", senza però avanzare attribuzioni.
Ulteriore commento critico è fornito da Gaetano Panazza nel 1958 che, pur riconoscendo le "somiglianze di concezione e di stile" con il citato reliquiario, ne sottolinea i dominanti caratteri rinascimentali lombardi sottraendolo alla produzione di Bernardino, più marcatamente gotico, proponendo una datazione "senza dubbio alquanto anteriore" e accostandolo alla Croce di San Faustino. Giovanni Vezzoli, nel 1978, avanza il dubbio che la teca e il sottocoppa non siano contemporanei agli altri elementi, più spiccatamente gotici, bensì più tardi, caratterizzati da un predominante gusto rinascimentale. Nel modellato e nel panneggio delle figurine a coronamento, inoltre, non rileva caratteri italiani ma "gotico-nordici".
Renata Massa, nel 1997, rifiuta l'ipotesi del Vezzoli e ritiene piuttosto che "la suggestiva commistione tra stilemi gotici ed elementi rinascimentali è certamente il tratto distintivo dell'oreficeria sacra lombarda prodotta dalla fine del XV secolo per almeno tutta la prima metà del XVI, sospesa tra i preziosismi estenuati dell'ultima stagione del gotico fiorito internazionale [...] e le acquisizioni rinascimentali interpretate in chiave accentuatamente decorativa e coloristica. Il tradizionale conservatorismo della committenza ecclesiastica alimentò certamente la sopravvivenza del linguaggio gotico, individuato come più idoneo di quello "pagano" rinascimentale alla comunicazione di contenuti religiosi e devozionali".
Prosegue Renata Massa: "il reliquiario in oggetto, suggestiva sintesi di elementi gotici e rinascimentali, si inserisce pienamente nella temperie artistica lombarda e può essere ragionevolmente ascritto a manifattura bresciana degli inizi del XVI secolo, probabilmente gravitante nell'ambito della scuola dei Delle Croci, sulla base di confronti con opere caratterizzate da simili impostazione e concezione decorativa" tra cui la citata Croce di San Faustino.
Un'altra opera bresciana dalle caratteristiche analoghe, databile cioè all'inizio del XVI secolo ma con tratti rinascimentali affiancati ad alcuni ancora gotici, è il reliquiario di san Biagio nella chiesa di Lorenzo.